# فرودگاه سلت کی
فرودگاه سلت کی (به انگلیسی: Salt Cay Airport) یک فرودگاه همگانی با کد یاتا SLX است که یک باند فرود سنگفرش دارد و طول باند آن ۸۲۲ متر است. این فرودگاه در کشور جزایر تورکس و کایکوس قرار دارد .